# Street Fighting Years
| Recensione       | Giudizio    |
| ---------------- | ----------- |
| AllMusic         |             |
| CMJ              | buono       |
| Melody Maker     | buono       |
| Rolling Stone    |             |
| Q                |             |
| Smash Hits       | 6/10        |
| Martin C. Strong | 5/10        |
| Sunday Mail      | molto buono |

Street Fighting Years è l'ottavo album in studio del gruppo musicale britannico Simple Minds, pubblicato il 2 maggio 1989 dalla Virgin Records.

## Descrizione
Dotato di un sound potente ed epico, viene di norma considerato, assieme a New Gold Dream del 1982, il lavoro più riuscito e rappresentativo del gruppo guidato da Jim Kerr.
La canzone iniziale, l'omonima Street Fighting Years è espressamente dedicata a Víctor Jara,, il noto musicista cileno ucciso dal regime di Pinochet, mentre l'ultima, la strumentale When Spirits Rise, figura soltanto nell'edizione in CD e MC.
Il disco si avvale inoltre di preziosi collaboratori fra i quali Lou Reed e Stewart Copeland, tuttavia è l'ultimo album dei Simple Minds dove figura il tastierista Michael MacNeil, fra i fondatori del gruppo.

## Tracce
Testi e musiche dei Simple Minds, eccetto ove indicato.
Lato A
1. Street Fighting Years – 6:27
2. Soul Crying Out – 6:09
3. Wall of Love – 5:17
4. This Is Your Land – 6:21
5. Take a Step Back – 4:24

Lato B
1. Kick It In – 6:09
2. Let It All Come Down – 4:53 (John Giblin, Simple Minds)
3. Mandela Day – 5:41
4. Belfast Child – 6:45 (musica: tradizionale)
5. Biko – 7:31 (Peter Gabriel)

Traccia bonus (CD, MC)
1. When Spirits Rise – 2:01

## Formazione
Gruppo
- Jim Kerr – voce
- Charlie Burchill – chitarra acustica, chitarra elettrica
- Michael MacNeil – pianoforte, fisarmonica diatonica, tastiera

Altri musicisti
- Mel Gaynor – batteria
- Manu Katché – batteria
- John Giblin – basso
- Stephen Lipson – basso
- Lisa Germano – violino
- Lou Reed – voce in This Is Your Land
- Sydney Thiam – percussioni
- Abdou M'Boup – percussioni
- Leroy Williams - percussioni
- William Lithgow – violoncello
- Sheena McKenzie – violoncello
- Maureen Kerr – tin whistle, bodhrán
- Roger Sharp – cornamusa
- John Altman – arrangiamenti orchestrali
- Lorna Bannon – cori

Produzione
- Trevor Horn – produzione
- Stephen Lipson – produzione
- Dougie Cowan – registrazione, assistenza tecnica
- Heff Moraes – ingegneria del suono
- Robin Hancock – ingegneria del suono
- Danton Supple – assistenza ingegneria del suono
- Martin Plant – assistenza ingegneria del suono
- Bob Ludwig – mastering
- Paul Kerr – logistica
- Jane Ventom – coordinamento
- Assorted Images – design
- Guido Harari - fotografia
- NASA Science Photo Library – fotografia

## Classifiche

### Classifiche settimanali
| Classifica (1989) | Posizione massima |
| ----------------- | ----------------- |
| Australia         | 11                |
| Austria           | 3                 |
| Canada            | 24                |
| Francia           | 1                 |
| Germania          | 1                 |
| Italia            | 1                 |
| Norvegia          | 4                 |
| Nuova Zelanda     | 4                 |
| Paesi Bassi       | 1                 |
| Regno Unito       | 1                 |
| Stati Uniti       | 70                |
| Svezia            | 4                 |
| Svizzera          | 1                 |

### Classifiche di fine anno
| Classifica (1989) | Posizione |
| ----------------- | --------- |
| Austria           | 24        |
| Francia           | 16        |
| Germania          | 4         |
| Italia            | 10        |
| Paesi Bassi       | 13        |
| Regno Unito       | 18        |
| Svizzera          | 9         |